# Zmarli we wrześniu 2019

## Wrzesień 2019
- 30 września
  - Enrico Masseroni – włoski duchowny katolicki, arcybiskup[1]
  - Kornel Morawiecki – polski polityk i fizyk, nauczyciel akademicki, działacz opozycji antykomunistycznej w czasach PRL[2]
  - Jessye Norman – amerykańska śpiewaczka operowa (sopran dramatyczny)[3]
  - Ben Pon – holenderski strzelec sportowy, kierowca wyścigowy[4]
  - Barbara Stroińska-Kuś – polski neurolog, prof. dr hab.[5][6]
  - Lech Wojtczak – polski biochemik, członek rzeczywisty PAN[7]
- 29 września
  - Beatriz Aguirre – meksykańska aktorka[8]
  - Martin Bernheimer – amerykański krytyk muzyczny[9]
  - Kazimierz Czulak – polski duchowny rzymskokatolicki, przełożony prowincjalny pallotynów[10]
  - Michał Jasnosz – polski działacz sportowy[11]
  - Tamara Kołakowska – polska lekarka, psychiatra, tłumaczka literatury medycznej, żona Leszka Kołakowskiego i matka Agnieszki Kołakowskiej[12][13]
  - Paavo Korhonen – fiński kombinator norweski, biegacz narciarski[14]
  - Ilkka Laitinen – fiński wojskowy, szef fińskiej Straży Granicznej (2018–2019), dyrektor wykonawczy Frontex (2005–2015)[15]
  - Jurij Mieszkow – krymski polityk, prezydent Autonomicznej Republiki Krymu (1994–1995)[16]
  - Władysław Neneman – polski dyplomata, w młodości lekkoatleta[17]
  - Wiaczesław Pjecuch – rosyjski pisarz[18]
  - Alicja Siemak-Tylikowska – polski pedagog, dr hab.[19][20][21]
  - Larry Willis – amerykański pianista i kompozytor jazzowy[22]
- 28 września
  - Busbee – amerykański autor piosenek, producent nagrań, multiinstrumentalista[23]
  - Franco Cuter – brazylijski duchowny katolicki, biskup[24]
  - Alexander Davion – brytyjski aktor pochodzenia francuskiego[25]
  - José José – meksykański piosenkarz[26]
  - Tadeusz Karpiński – polski specjalista w zakresie inżynierii materiałowej, prof. dr inż.[27][28]
  - Jan Kobuszewski – polski aktor, artysta kabaretowy, wykonawca piosenki satyrycznej[29]
  - Tuanku Ismail Petra – malezyjski arystokrata, sułtan stanu Kelantan (1979–2010)[30]
  - Mark Zacharow – rosyjski aktor, dramaturg, reżyser filmowy i teatralny, scenarzysta, artysta ludowy[31]
- 27 września
  - Dante Bernini – włoski duchowny katolicki, biskup[32]
  - Alojzy Drożdż – polski duchowny rzymskokatolicki, teolog, prof. dr hab.[33]
  - Jack Edwards – amerykański polityk[34]
  - Wojciech Fabiński – polski działacz opozycji w okresie PRL, hodowca koni, kawaler orderów[35][36][37]
  - Rob Garrison – amerykański aktor[38]
  - Krzysztof Hejwowski – polski językoznawca, dr hab.[39][40][41][42][43]
  - Krzysztof Kaszyński – polski filozof, dr hab. prof. nadzw., działacz partyjny i państwowy[44]
  - Tatiana Kazakowa – rosyjska aktorka[45]
  - John Kinney – amerykański duchowny katolicki, biskup[46]
  - Andrzej Maria Murasik – polski fizyk, prof. dr hab.[47][48]
  - Adam Mitura – polski polityk, nauczyciel[49]
  - Luis Ospina – kolumbijski reżyser[50]
  - Magdalena Scholl – polska aktorka dziecięca[51]
  - John Snyder – amerykański duchowny katolicki, biskup[52]
  - Jimmy Spicer – amerykański raper, autor piosenek[53]
  - Branko Šegović – chorwacki tancerz i choreograf[54]
  - József Szekó – węgierski polityk, wieloletni burmistrz Mohacza[55][56]
  - Bernard Wieczorek – polski doktor nauk o kulturze fizycznej, rugbysta, trener, sędzia i działacz sportowy[57]
  - Joseph C. Wilson – amerykański dyplomata, ambasador[58]
- 26 września
  - Myron Bloom – amerykański waltornista[59]
  - Giovanni Bramucci – włoski kolarz szosowy[60]
  - Jacques Chirac – francuski polityk, premier (1974–1976, 1984–1986), mer Paryża (1977–1995) i prezydent Francji (1995–2007)[61]
  - Bolesław Gleichgewicht – polski matematyk[62]
  - Albert Gochniewski – polski dziennikarz[63][64]
  - William Levada – amerykański duchowny katolicki, arcybiskup San Francisco, kardynał[65]
  - Zofia Machowska – polski publicystka[66]
  - Giennadij Manakow – radziecki kosmonauta[67]
  - Bogusław Nowowiejski – polski językoznawca, prof. zw. dr hab.[68]
  - Irene Shubik – brytyjska producent telewizyjna[69]
  - Paweł Śliwko – polski dziennikarz, malarz, działacz samorządowy, redaktor naczelny prasy lokalnej, kawaler orderów[70]
  - Vukašin Višnjevac – bośniacki piłkarz i trener[71]
  - Martin Wesley-Smith – australijski kompozytor muzyki klasycznej[72]
- 25 września
  - Paul Badura-Skoda – austriacki pianista[73][74]
  - Virgilio Fantuzzi – włoski duchowny rzymskokatolicki, jezuita i krytyk filmowy[75]
  - Wincenty Knapczyk – polski żołnierz i działacz polonijny, weteran II wojny światowej komendant Stowarzyszenia Weteranów Armii Polskiej w Ameryce[76]
  - Ljubomir Lewczew(inne języki) – bułgarski pisarz i poeta[77]
  - Aleksander Ochocki – polski filozof, prof. dr hab.[78]
  - Aivar Rehe – estoński bankier[79][80]
  - Stefan Warchoł – polski językoznawca, prof. dr hab.[81]
- 24 września
  - Vladimir Aranđelović – serbski malarz[82]
  - Jack Hatton – amerykański judoka[83][84]
  - Abdellah Kadiri – marokański polityk i wojskowy[85]
  - Adam Motyka – polski funkcionariusz pożarnictwa oraz działacz społeczny, kawaler orderów[86]
  - Przemysław Piekarski – polski filolog, orientalista, judaista i tłumacz[87]
  - Alfonso de Salas – hiszpański dziennikarz[88]
  - Jerzy Sonek – polski działacz opozycji w okresie PRL oraz działacz związkowy, kawaler orderów[89]
  - Waldemar Szczerba – polski działacz kulturalny, organizator Festiwalu Gitarą i piórem[90][91]
- 23 września
  - Alfred Alvarez – brytyjski powieściopisarz i krytyk literacki[92]
  - Marian Biskup – polski duchowny i teolog rzymskokatolicki[93][94]
  - Richard Brunelle – amerykański gitarzysta i klawiszowiec, członek zespołu Morbid Angel[95]
  - Andre Emett – amerykański koszykarz[96]
  - Elaine Feinstein(inne języki) – angielska poetka i pisarka[97]
  - Bashkim Gaxhaj – albański piłkarz[98]
  - Robert Hunter – amerykański poeta i piosenkarz[99]
  - Sławomir Kończak – polski specjalista w dziedzinie fizyki, technologii i elektroniki ciała stałego, prof. dr hab.[100]
  - Roman Miszkiewicz – polski samorządowiec i działacz opozycji demokratycznej w PRL, burmistrz Ząbkowic Śląskich (1990–1998)[101]
  - Wojciech Morawiecki – polski specjalista w zakresie prawa międzynarodowego, prof. dr hab.[102]
  - Krystyna Poklewska – polska historyk literatury, profesor Uniwersytetu Łódzkiego, znawca literatury romantyzmu[103]
  - Artūras Rimkevičius – litewski piłkarz[104]
  - Władimir Sapronow – rosyjski poeta[105]
  - Đorđe Simić – serbski aktor[106]
  - Stanisław Szczęśniak – polski zawodnik podnoszenia ciężarów[107]
- 22 września
  - Andrzej Chmielewski – polski samorządowiec[108]
  - Harry Flynn – amerykański duchowny katolicki, arcybiskup[109]
  - Iwan Kizimow – rosyjski jeździec sportowy[110]
  - Agnieszka Kowalewska – polska historyczka sztuki, dyrektor Muzeum Ziemi Kujawskiej i Dobrzyńskiej we Włocławku (1991–2008)[111]
  - Michael J. Mendel – amerykański producent filmów animowanych[112]
  - Agim Mujo – albański aktor i malarz[113]
  - Tadeusz Romanowski – polski inżynier, generalny projektant I linii metra w Warszawie[114]
  - Lech Rudziński – polski działacz podziemia niepodległościowego w czasie II wojny światowej, działacz kombatancki, kawaler orderów[115][116]
  - Miguel Patiño Velázquez – meksykański duchowny katolicki, biskup[117]
  - Sándor Sára – węgierski reżyser i operator filmowy[118]
- 21 września
  - Gerhard Auer – niemiecki wioślarz[119]
  - Aron Eisenberg – amerykański aktor[120]
  - Sid Haig – amerykański aktor[121]
  - Sigmund Jähn – niemiecki kosmonauta[122]
  - Günter Kunert – niemiecki pisarz[123][124]
  - Christopher Rouse – amerykański kompozytor[125][126]
  - Carl Ruiz – amerykański szef kuchni, osobowość telewizyjna[127]
  - Józef Tetla – polski samorządowiec, działacz sportowy i urzędnik, starosta pszczyński (2002–2010)[128]
- 20 września
  - Andrzej Bednarski – polski zawodnik, działacz i sędzia koszykarski[129]
  - Howard Cassady – amerykański futbolista[130]
  - Séamus Hegarty – irlandzki duchowny katolicki, biskup[131]
  - Diarmuid Lawrence – angielski reżyser telewizyjny[132]
  - Gregorio Martínez Sacristán – hiszpański duchowny katolicki, biskup[133]
  - Jan Merlin – amerykański aktor i scenarzysta, polskiego pochodzenia[134]
  - Krystyn Plewko – polski działacz konspiracji w czasie II wojny światowej, uczestnik powstania warszawskiego, kawaler orderów[135]
  - Igor Szibanow – rosyjski aktor[136]
  - Andrzej Warchałowski – polski entomolog[137]
- 19 września
  - Zajn al-Abidin ibn Ali – tunezyjski generał, polityk, premier (1987) i prezydent Tunezji (1987–2011)[138][139]
  - Luigi Bommarito – włoski duchowny katolicki, arcybiskup[140]
  - Wim Crouwel – holenderski projektant, typograf, twórca krojów pisma[141]
  - Hubert Czuma – polski duchowny katolicki, jezuita, działacz opozycji antykomunistycznej[142]
  - Aleksandra Drzewiecka – polski lekarz[143][144][145]
  - Maurice Ferré – amerykański polityk[146]
  - Marko Feingold – austriacki świadek historii pochodzenia żydowskiego, więzień niemieckich obozów koncentracyjnych w czasie II wojny światowej[147]
  - Bert Hellinger – niemiecki psychoterapeuta[148]
  - Barron Hilton – amerykański przedsiębiorca branży hotelowej[149]
  - Nicholas Lobkowicz – niemiecki filozof, profesor i rektor Uniwersytetu Ludwika i Maksymiliana w Monachium[150]
  - María Rivas – wenezuelska piosenkarka[151]
  - Larry Wallis – brytyjski gitarzysta i kompozytor, członek zespołów UFO i Motörhead[152]
  - Irena Wojciechowska – polska geolog, profesor Uniwersytetu Wrocławskiego[153]
  - Hans Zierk – niemiecki żużlowiec[154]
  - Leszek Żabiński – polski ekonomista, prof. dr hab., rektor Uniwersytetu Ekonomicznego w Katowicach (2012–2016)[155]
- 18 września
  - Leszek Elektorowicz – polski poeta, prozaik, eseista i tłumacz[156]
  - Graeme Gibson – kanadyjski pisarz[157]
  - Marta Grudke – polska działaczka ewangelicka[158]
  - Mirosław Grzęda – polski lekarz weterynarii, farmaceuta i samorządowiec, przewodniczący sejmiku lubelskiego (2002–2006)[159]
  - Stanisław Jasek – polski duchowny rzymskokatolicki, ksiądz prałat, Honorowy Obywatel gminy Buczkowice[160]
  - Imata Kabua – marszalski polityk i prawnik, prezydent Wysp Marshalla w latach 1997–2000[161]
  - Władysław Karcz – polski oficer, generał brygady[162]
  - Andrzej Kempiński – polski działacz samorządowy[163][164]
  - Fernando Ricksen – holenderski piłkarz[165]
- 17 września
  - Jessica Jaymes – amerykańska modelka i aktorka pornograficzna[166]
  - Stanisław Kowalski – polski regionalista i nauczyciel[167]
  - Jadwiga Kruczyk – polski geofizyk, dr hab.[168][169]
  - Harold Mabern – amerykański pianista jazzowy[170]
  - Marian Nalepa – polski duchowny i teolog rzymskokatolicki, redemptorysta, profesor i wykładowca akademicki[171]
  - Cokie Roberts – amerykańska dziennikarka i autorka[172]
  - Sathaar – indyjski aktor[173]
  - Suzanne Whang – amerykańska prezenterka telewizyjna, komik, prezenterka radiowa, autorka, minister, scenarzystka, producentka i działaczka polityczna[174]
  - Ye Xuanping – chiński polityk[175]
- 16 września
  - Tomasz Baranek – polski działacz opozycji w okresie PRL, kawaler orderów[176]
  - Sławomir Brodzki – polski działacz samorządowy i nauczyciel, prezydent Zduńskiej Woli (1989–1990)[177]
  - Anthony Bucco – amerykański polityk[178]
  - John Cohen – amerykański muzyk folkowy i muzykolog[179]
  - Luigi Colani – niemiecki projektant wzorów przemysłowych[180][181]
  - Ryszard Gajewski – polski operator filmowy[182]
  - Janusz Haman – polski naukowiec, profesor nauk technicznych, członek rzeczywisty PAN[183]
  - Paul Ingrassia – amerykański dziennikarz[184]
  - Jarosław Juchniewicz – polski elektrotechnik, prof. zw. dr hab.[185][186]
  - Davo Karničar – słoweński wspinacz, narciarz i skialpinista[187]
  - Lilla Lachowicz – polski neurochemik, prof. zw. dr hab.[188][189]
  - Barbara Lewandowska – polska pisarka i dziennikarka, uczestniczka powstania warszawskiego, dama orderów[190]
  - Bobby Prentice – szkocki piłkarz[191]
  - Juliana Henryka Raczko – polski malarz, grafik i wykładowca akademicki[192]
  - Stefan Rożnawski – polski budowniczy kościołów[193]
  - Kees Vermunt – holenderski piłkarz i trener[194]
- 15 września
  - Fausto Alvarado – peruwiański historyk, adwokat, minister sprawiedliwości (2002–2004)[195]
  - Nel Barendregt – holenderska polityk i menedżer, deputowana krajowa i europejska[196]
  - Lol Mahamat Choua – czadyjski polityk, prezydent Czadu (1979)[197]
  - Mark von Hagen – amerykański historyk[198][199]
  - Jan Kaiser – polski psycholog, prof. dr hab.[200][201]
  - Jerzy Kulczycki – polski neurolog, prof. dr hab.[202][203]
  - Paweł Larecki – polski dziennikarz[204]
  - Roberto Leal – portugalski piosenkarz[205]
  - Phyllis Newman – amerykańska aktorka i piosenkarka[206]
  - Ric Ocasek – amerykański muzyk i producent muzyczny, wokalista i gitarzysta zespołu The Cars[207]
  - Artur Rynkiewicz – polski inżynier, działacz polityczny i społeczny na emigracji, minister Rządu RP na uchodźstwie[208]
  - Mike Stefanik – amerykański kierowca wyścigowy[209]
- 14 września
  - Gene Bacque – amerykański baseballista[210]
  - Jean Heywood – brytyjska aktorka[211]
  - Barbara Kryżan-Stanojević – polska językoznawczyni[212][213]
  - Jerzy Ładyka – polski filozof, prof. dr hab.[214][215]
  - Kazimierz Mamro – polski specjalista w zakresie metalurgii, prof. zw. dr hab. inż.[216][217]
  - Maria Przychodzińska – polski pedagog, prof. dr hab., współtwórczyni polskiej koncepcji wychowania muzycznego[218][219]
  - John Ralston – amerykański piłkarz[220]
  - Bolesław Styk – polski specjalista w zakresie biologii i agrotechniki zbóż, prof. zw. dr hab.[221][222]
  - Sam Szafran – francuski artysta[223]
  - Andrzej Szkop – polski architekt[224]
  - Eugeniusz Wójcik – polski polityk, prezydent Chełma (1981–1984), wicewojewoda chełmski[225]
- 13 września
  - Zbigniew Borecki – polski specjalista w zakresie chorób roślin sadowniczych i ochrony roślin, prof. dr hab.[226]
  - Rudi Gutendorf – niemiecki piłkarz, trener[227]
  - György Konrád – węgierski pisarz[228][229]
  - Eddie Money – amerykański wokalista rockowy, saksofonista, gitarzysta i autor tekstów[230]
  - Ziemowit Olszanowski – polski biolog, dr hab.[231]
  - Filip Ożarowski – polski uczestnik II wojny światowej, kawaler orderów[232]
  - Stanisław Pabis – polski specjalista w zakresie inżynierii rolniczej, prof. dr hab.[233][234][235]
  - Nanos Valaoritis(inne języki) – grecki pisarz, dramaturg i tłumacz[236]
- 12 września
  - Janusz Bargieł – polski prawnik, związkowiec, działacz podziemnej „Solidarności”[237]
  - ʻAkilisi Pohiva – tongański polityk, minister, premier Tonga (2014–2019)[238]
  - Francis Xavier Roque – amerykański duchowny katolicki, biskup[239]
  - Bogusław Stanisławski – polski działacz społeczny, prezes Amnesty International Polska (1999–2001)[240]
  - Andrzej Trzaska – polski żeglarz, malarz i rysownik[241]
  - Bernard Vignot – francuski duchowny starokatolicki[242][243]
- 11 września
  - Amir Bjelanović „Tula” – bośniacki kompozytor i gitarzysta[244]
  - Teneisha Bonner – brytyjska tancerka[245]
  - Kazimierz Gładysiewicz – polski piłkarz[246]
  - Jusuf Habibie – indonezyjski polityk, prezydent Indonezji (1998–1999)[247][248]
  - Christo Ignatow – bułgarski dyrygent, dyrektor opery w Warnie[249]
  - Daniel Johnston – amerykański piosenkarz, rysownik i autor tekstów[250]
  - Mardik Martin – amerykański scenarzysta[251]
  - T. Boone Pickens – amerykański inwestor, nafciarz, miliarder i filantrop[252][253]
  - László Rajk – węgierski architekt[254]
  - Anne Rivers Siddons(inne języki) – amerykańska pisarka[255]
  - Krzysztof Wrabec – polski specjalista w zakresie chorób wewnętrznych, prof. dr hab. n med.[256][257]
- 10 września
  - Włodzimierz Denysenko – polski śpiewak operowy[258]
  - Jeff Fenholt – amerykański aktor[259]
  - Jan Herma – polski rzeźbiarz, profesor sztuki i pedagog[260]
  - Krzysztof Kalczyński – polski aktor[261]
  - Nodar Khaduri – gruziński polityk, minister finansów (2012–2016)[262]
  - Stanisław Kołodziejski – polski historyk, dr hab.[263][264][265]
  - Krystyna Kowalska – polska montażystka filmowa[266]
  - Jan Łopuski – polski prawnik, profesor[267]
  - Zbigniew Markowiak – polski uczestnik II wojny światowej, działacz kombatancki i wykładowca akademicki, kawaler orderów[268]
  - Valerie Van Ost – brytyjska aktorka[269]
  - Hossam Ramzy – egipski perkusjonista i kompozytor[270]
  - Tadeusz Sosnowski – polski działacz samorządowy i historyk, członek zarządu województwa podkarpackiego (2002–2006)[271]
  - Greg Thompson – kanadyjski polityk, minister do spraw weteranów wojennych (2006-2010)[272]
  - Süleyman Turan – turecki aktor[273]
  - Bojan Vasić – serbski muzyk rockowy[274]
  - Ewa Wiegandt – polska historyk literatury[275]
- 9 września
  - Dalibor Andonov – serbski raper[276]
  - Brian Barnes – szkocki golfista[277]
  - Robert Frank – amerykański fotograf[278]
  - Lissy Gröner – niemiecka polityk, eurodeputowana[279]
  - Fred Herzog – kanadyjski fotograf[280][281]
  - Lawrendis Macheritsas – grecki wokalista i gitarzysta rockowy[282]
  - Jarzinho Pieter – piłkarz z Curaçao, reprezentant kraju[283]
  - Alessandro Valori – włoski reżyser[284]
- 8 września
  - Timur Enejew – rosyjski matematyk, pochodzenia bałkarskiego[285]
  - Andrzej Głoskowski – polski aktor[286]
  - Ibrahima Kébé – senegalski malarz[287]
  - Jisra’el Kesar – izraelski ekonomista, socjolog, działacz związkowy, polityk, minister transportu (1992–1996)[288]
  - Emil Kuc – polski inżynier górnictwa, kawaler orderów[289]
  - Lito Legaspi – filipiński aktor[290]
  - Ryszard Piętka – polski trener piłkarski[291][292]
  - Wasił Pujowski – macedoński dramaturg i poeta[293]
  - Rajasekar – indyjski aktor i reżyser[294]
  - Carlos Squeo – argentyński piłkarz[295]
- 7 września
  - Roger Boutry – francuski kompozytor i dyrygent[296]
  - Al Carmichael – amerykański futbolista[297]
  - Ilo Krugli – brazylijski aktor, pochodzenia argentyńskiego[298]
  - Jan Kubiński – polski polityk, naczelnik miasta Darłowa[299][300]
  - Anna Myszyńska – polska publicystka[301]
  - Peter Nichols – angielski dramaturg, scenarzysta, reżyser i dziennikarz[302]
  - Camilo Sesto – hiszpański piosenkarz, autor tekstów[303]
  - Charlie Silvera – amerykański baseballista[304]
  - Zdzisław Szostak – polski kompozytor i dyrygent[305]
  - Janusz Urban – polski dermatolog, prof. dr hab. n. med.[306]
  - John Wesley – amerykański aktor[307]
  - Łucjan Sobkowski – polski samorządowiec, Honorowy Obywatel Gminy Międzychód[308][309]
- 6 września
  - Antoni Bossowski – polski pułkownik Ministerstwa Spraw Wewnętrznych, rezydent Grupy Operacyjnej MSW „Wisła” w Mińsku (1980–1984), pomysłodawca bazy PESEL[310]
  - Rudolf zur Lippe – niemiecki filozof i artysta[311]
  - Robert Mugabe – zimbabweński polityk, premier (1980–1987) i prezydent Zimbabwe (1987–2017)[312]
  - Grażyna Papier – polska dziennikarka[313]
  - Abdul Qadir – pakistański krykiecista[314][315]
  - Chester Williams – południowoafrykański rugbysta, mistrz świata (1995)[316][317]
- 5 września
  - Abid Ali – pakistański aktor i reżyser[318]
  - Jimmy Johnson – amerykański gitarzysta sesyjny, producent nagrań[319]
  - Akitsugu Konno – japoński skoczek narciarski[320]
  - Kiran Nagarkar – indyjski pisarz[321][322]
  - Jurij Peterson – rosyjski piosenkarz i muzyk[323]
  - Andrzej Polkowski – polski tłumacz, pisarz i archeolog[324]
  - Włodzimierz Szlezyngier – polski żołnierz podziemia niepodległościowego w czasie II wojny światowej, działacz kombatancki[325]
  - Francisco Toledo – meksykański grafik, działacz społeczny[326]
  - Mirash Vuksani – albański zapaśnik[327]
  - Jaroslav Weigel – czeski aktor[328]
  - Wiesław Winiecki – polski specjalista w zakresie elektroniki, prof. dr hab. inż.[329][330]
- 4 września
  - Polikarp Adamiec – polski pilot szybowcowy i samolotowy[331]
  - Edgardo Andrada – argentyński piłkarz[332]
  - Pál Berendi – węgierski piłkarz[333]
  - Roger Etchegaray – francuski duchowny katolicki, kardynał[334][335]
  - Kylie Rae Harris – amerykańska piosenkarka i tekściarka[336][337]
  - Tevfik Kış – turecki zapaśnik, mistrz olimpijski (1960)[338]
  - Bohdan Mroziewicz – polski specjalista w zakresie elektroniki, prof. dr hab. inż.[339][340]
  - Anna Romankow-Żmudowska – polski biolog, prof. dr hab.[341][342]
  - Konstantin Simun – amerykański rzeźbiarz pochodzenia rosyjskiego[343]
  - Jerzy Szałamacha – polski bokser[344]
  - Nenad Šulava – chorwacki szachista, arcymistrz[345]
  - Florian Śmieja – polski poeta i tłumacz[346]
  - Dan Warner – amerykański gitarzysta[347]
- 3 września
  - Athanase Bala – kameruński duchowny katolicki, biskup[348]
  - LaShawn Daniels – amerykański autor piosenek[349]
  - Jerzy Dominik – polski aktor[350]
  - Halvard Hanevold – norweski biatlonista, medalista igrzysk olimpijskich i mistrzostw świata[351]
  - Peter Lindbergh – niemiecki fotograf i reżyser filmów dokumentalnych[352]
  - Roman Miszkiewicz – polski samorządowiec, wieloletni burmistrz Ząbkowic Śląskich[353]
  - Carol Lynley – amerykańska aktorka i modelka[354]
  - José de Jesús Pimiento Rodríguez – kolumbijski duchowny katolicki, arcybiskup Montería, kardynał[355]
  - Zinaida Sławina – rosyjska aktorka[356]
  - Romuald Szejd – polski aktor i reżyser[357]
  - Tadeusz Tumos – polski działacz konspiracji w czasie II wojny światowej oraz powojenny działacz kombatancki, kawaler orderów[358]
- 2 września
  - Atli Eðvaldsson – islandzki piłkarz i trener pochodzenia estońskiego[359]
  - Janusz Fiszer – polski prawnik, publicysta i wykładowca akademicki[360][361][362][363]
  - Andrea Gemma – włoski duchowny rzymskokatolicki, biskup Isernia-Venafro[364]
  - Gordie Haworth – kanadyjski hokeista[365]
  - Piotr Kołodziejczyk – polski wojskowy, wiceadmirał, poseł na Sejm, minister obrony w latach 1990–1991 i 1993–1994[366]
  - Władysław Krupka – polski scenarzysta komiksowy, twórca serii komiksowej Kapitan Żbik, autor powieści kryminalnych, podpułkownik Milicji Obywatelskiej[367]
  - Gyōji Matsumoto – japoński piłkarz i trener, reprezentant kraju[368]
  - Juliusz Pryjma – polski biochemik, prof dr hab.[369]
  - Frederic Pryor – amerykański ekonomista[370]
  - Stanisław Szafarkiewicz – polski trener koszykówki[371]
  - Mieczysław Tracz – polski zapaśnik klasyczny występujący w wagach koguciej i piórkowej[372]
- 1 września
  - Kenneth Baugh – jamajski polityk, parlamentarzysta, wicepremier i minister[373]
  - Alison Cheek – australijska duchowna amerykańskiego Kościoła Episkopalnego[374]
  - Radomil Eliška – czeski dyrygent[375]
  - Alberto Goldman – brazylijski polityk i inżynier, minister transportu (1992-1993), gubernator stanu São Paulo (2010–2011)[376]
  - Adiss Harmandian – amerykański piosenkarz, pochodzenia libańsko-ormiańskiego[377]
  - Kazimierz Kazimierczak – polski samorządowiec i działacz ochotniczych straży pożarnych, starosta słupecki (2001–2002)[378]
  - Wiesław Kiryk – polski trener lekkoatletyki[379]
  - Janusz Maliszewski – polski brydżysta[380][381]
  - Nikon – amerykański duchowny prawosławny, pochodzenia albańskiego, arcybiskup[382]
  - Barbara Probst Solomon(inne języki) – amerykańska pisarka i dziennikarka[383]
  - Jukka Virtanen – fiński reżyser i artysta estradowy[384]

- data dzienna nieznana
  - Wiktor Błądek – polski inżynier, prezes zarządu KGHM Polska Miedź[385]
  - Leah Bracknell – angielska aktorka[386]
  - Ryszard Budziński – polski specjalista informatyki ekonomicznej, prof. dr hab. inż.[387][388]
  - Franciszek Dobosz – polski tenisista stołowy, wielokrotny mistrz i wicemistrz Polski[389][390]
  - Damian Ekman – polski menadżer i wydawca muzyczny[391]
  - Dulce García – kubańska lekkoatletka, oszczepniczka[392]
  - Aniela Kupiec – polska poetka, autorka opowiadań w gwarze cieszyńskiej, działaczka społeczna[393]
  - Wojciech Lutelmowski – polski wykładowca akademicki, pułkownik WP[394]
  - Joachim Pritzlaff – niemiecki samorządowiec, burmistrz Adendorf[395]
  - Mick Schauer – amerykański klawiszowiec, członek zespołu Clutch[396][397]
  - Marian Sołtys – polski działacz opozycji w okresie PRL, kawaler orderów[398]
  - Tadeusz Tlałka – polski koszykarz i działacz golfowy[399]